# Ferdinand Le Drogo

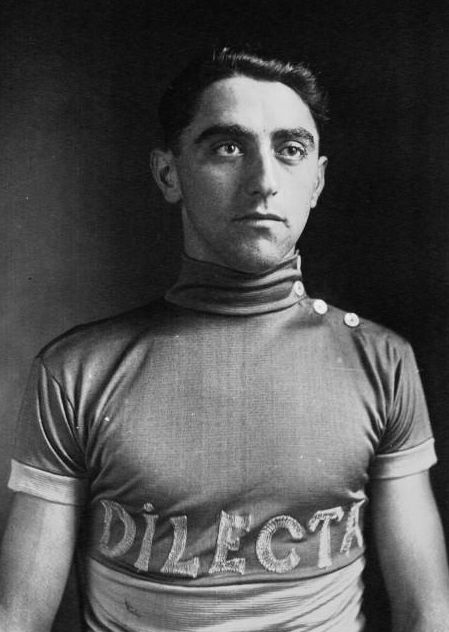
Ferdinand Le Drogo (1926)

Ferdinand Le Drogo (* 10. Oktober 1903 in Pontivy; † 23. April 1976 in Saint-Gildas-de-Rhuys) war ein französischer Radrennfahrer.
1927 und 1928 wurde Ferdinand Le Drogo französischer Meister im Straßenrennen. 1931 wurde er bei den Straßenweltmeisterschaften Zweiter im Rennen der Profis hinter dem Italiener Learco Guerra, nachdem er schon 1928 den achten und 1929 den siebten Platz belegt hatte.
Zweimal – 1927 und 1929 – startete Le Drogo bei der Tour de France. 1927 trug er für einen Tag das Gelbe Trikot, gab aber jeweils nach der neunten Etappe auf.
Auch Ferdinand Le Drogos jüngerer Bruder Paul war ein erfolgreicher Radrennfahrer.